# Актобе (Отирарський район)
Актобе́ (каз. Ақтөбе) — село у складі Отирарського району Туркестанської області Казахстану. Адміністративний центр та єдиний населений пункт Актюбинського сільського округу.
Населення — 1734 особи (2021; 1807 у 2009, 1447 у 1999, 1223 у 1989).